# 5572 Bliskunov
5572 Bliskunov (1978 SS2) là một tiểu hành tinh vành đai chính được phát hiện ngày 16 tháng 9 năm 1978 bởi Zhuravleva, L. V. ở Nauchnyj.